# George Maxwell Robeson
George Maxwell Robeson (Oxford, 16 marzo 1829 – Trenton, 27 settembre 1897) è stato un politico statunitense.

## Biografia
Fu il ventiseiesimo segretario della marina statunitense durante la presidenza di Ulysses S. Grant (18º presidente).
Nato nello Stato del New Jersey, servì la guerra civile durante la quale venne nominato generale di brigata, fu anche Attorney general del New Jersey. Alla sua morte il corpo venne seppellito nel Belvidere Cemetery.